# Бланьи-сюр-Венжан
Бланьи́-сюр-Венжа́н (фр. Blagny-sur-Vingeanne) — коммуна во Франции, находится в регионе Бургундия. Департамент коммуны — Кот-д’Ор. Входит в состав кантона Мирбо-сюр-Без. Округ коммуны — Дижон.
Код INSEE коммуны — 21079.

## Население
Население коммуны на 2010 год составляло 138 человек.
| 1962 | 1968 | 1975 | 1982 | 1990 | 1999 | 2010 |
| ---- | ---- | ---- | ---- | ---- | ---- | ---- |
| 155  | 133  | 117  | 119  | 122  | 109  | 138  |

## Экономика
В 2010 году среди 84 человек трудоспособного возраста (15—64 лет) 63 были экономически активными 21 — неактивными (показатель активности — 75,0 %, в 1999 году было 75,6 %). Из 63 активных жителей работали 60 человек (35 мужчин и 25 женщин), безработных было 3 (2 мужчин и 1 женщина). Среди 21 неактивных 3 человека были учениками или студентами, 12 — пенсионерами, 6 были неактивными по другим причинам.